# Szymon Stułkowski
Szymon Stułkowski (ur. 21 lutego 1961 w Rokietnicy) – polski duchowny rzymskokatolicki, doktor teologii pastoralnej, rektor Arcybiskupiego Seminarium Duchownego w Poznaniu w latach 2016–2019, biskup pomocniczy poznański w latach 2019–2022, biskup diecezjalny płocki od 2022.

## Życiorys
Urodził się 21 lutego 1961 w Rokietnicy. Kształcił się w VII Liceum Ogólnokształcącym im. Dąbrówki w Poznaniu, gdzie w 1980 złożył egzamin dojrzałości, po czym wstąpił do Arcybiskupiego Seminarium Duchownego w Poznaniu i na miejscowy Papieski Wydział Teologiczny. W 1985 uzyskał magisterium z teologii. 15 maja 1986 został wyświęcony na prezbitera w bazylice archikatedralnej Świętych Apostołów Piotra i Pawła w Poznaniu przez miejscowego arcybiskupa metropolitę Jerzego Strobę. Inkardynowany został do archidiecezji poznańskiej. W latach 1994–2000 odbył studia doktoranckie z zakresu teologii pastoralnej na Wydziale Teologii Katolickiej Uniwersytetu Wiedeńskiego, które ukończył w 2001 z doktoratem na podstawie dysertacji Erstkommunionvorbereitung; Vergleich von Erfahrungen aus Polen, Österreich und Deutschland, podejmującej kwestię inicjacji eucharystycznej dzieci.
W latach 1986–1988 pracował jako wikariusz w parafii św. Marcina w Konarzewie, następnie w latach 1988–1993 w parafii Najświętszego Zbawiciela w Poznaniu. W czasie studiów doktoranckich był wikariuszem w parafii św. Antoniego w Wiedniu i duszpasterzem bezdomnych przy domu sióstr Misjonarek Miłości Bliźniego. Po powrocie ze studiów pełnił w latach 2000–2001 funkcję duszpasterza akademickiego przy parafii Wniebowstąpienia Pańskiego w Poznaniu. W archidiecezji poznańskiej należał do komisji liturgicznej, rady duszpasterskiej, rady formacji prezbiterów, a ponadto był diecezjalnym duszpasterzem rodzin, diecezjalnym wizytatorem duszpasterskim, dyrektorem diecezjalnym Papieskich Dzieł Misyjnych, delegatem arcybiskupa poznańskiego ds. misji, przewodniczącym referatu misyjnego i komisji misyjnej, przewodniczącym referatu parafialnych rad duszpasterskich, a także wiceprzewodniczącym wydziału duszpasterstwa rodzin i dyrektorem wydziału duszpasterstw ogólnego i specjalistycznego kurii metropolitalnej. Otrzymał godność kanonika gremialnego Metropolitalnej Kapituły Katedralnej w Poznaniu. W latach 2006–2016 pełnił funkcję sekretarza Komisji Duszpasterstwa Konferencji Episkopatu Polski, współtworząc program duszpasterski dla Kościoła w Polsce. Należał do zespołu organizującego Krajowy Kongres Parafialnych Rad Duszpasterskich.
W latach 2001–2013 był zatrudniony na stanowisku adiunkta w Zakładzie Teologii Pastoralnej na Wydziale Teologicznym Uniwersytetu im. Adama Mickiewicza w Poznaniu. Prowadził wykłady z teologii pastoralnej szczegółowej i teologii laikatu, w 2006 został opiekunem Akademickiego Koła Misjologicznego im. Dr Wandy Błeńskiej. W latach 2001–2004 był zastępcą redaktora naczelnego „Katechety”. W latach 2016–2019 zajmował stanowisko rektora Arcybiskupiego Seminarium Duchownego w Poznaniu. Wszedł w skład Stowarzyszenia Teologów Pastoralnych strefy niemieckojęzycznej, Stowarzyszenia Pastoralistów Europy Środkowowschodniej, Konferencji Dyrektorów Wydziałów Duszpasterskich strefy niemieckojęzycznej i Polskiego Stowarzyszenia Pastoralistów.
24 maja 2019 papież Franciszek mianował go biskupem pomocniczym archidiecezji poznańskiej ze stolicą tytularną Tabalta. Święcenia biskupie otrzymał 9 czerwca 2019 w bazylice archikatedralnej Świętych Apostołów Piotra i Pawła w Poznaniu. Głównym konsekratorem był Stanisław Gądecki, arcybiskup metropolita poznański, a współkonsekratorami biskupi pomocniczy poznańscy Grzegorz Balcerek i Damian Bryl. Jako zawołanie biskupie przyjął słowa „Vos autem dixi amicos” (Nazwałem was przyjaciółmi), zaczerpnięte z Ewangelii według świętego Jana (J 15,15). W archidiecezji w latach 2019–2022 sprawował urząd wikariusza generalnego. W kurii metropolitalnej był przewodniczącym wydziału duszpasterstw: ogólnego i specjalistycznego oraz przewodniczył przynależnemu do tego wydziału referatowi duszpasterstwa akademickiego, a także kierował referatami: katechetycznym, szkolnictwa katolickiego, ds. ewangelizacji i misyjnym, znajdującymi się w strukturach wydziału przekazu wiary, nauczania i wychowania katolickiego. Ponadto zasiadał w radzie kapłańskiej i radzie formacji kapłańskiej.
22 października 2022 papież Franciszek przeniósł go na urząd biskupa diecezjalnego diecezji płockiej. Diecezję objął kanonicznie 31 października 2022, zaś ingres do bazyliki katedralnej Wniebowzięcia Najświętszej Maryi Panny w Płocku odbył 26 listopada 2022.
W Konferencji Episkopatu Polski w 2019 został członkiem Komisji ds. Misji, a w 2021 Rady ds. Apostolstwa Świeckich i Komisji Duszpasterstwa.
W 2021 był współkonsekratorem podczas sakry biskupa pomocniczego poznańskiego Jana Glapiaka.